# Miguel Castillo Didier
Miguel Ángel Castillo Didier (Santiago del Cile, 14 aprile 1934) è un docente, grecista, traduttore e musicologo cileno.

## Biografia
Ha studiato presso le Facoltà di Scienze e Arti Musicali, di Scienze Giuridiche e Sociali e di Filosofia e Scienze Umane dell'Università del Cile. Di quest'ultima facoltà egli è oggi professore titolare.
È direttore del "Centro de Estudios Griegos, bizantinos y Neohelénicos" della stessa università dal 1992. Fa parte del comitato di redazione della "Revista Musical Chilena". È membro a vita della Academia Chilena de la Lengua e membro corrispondente della Real Academia Española, dell'Istituto Siciliano di Studi Bizantini e Neoellenici "Bruno Lavagnini" dell'Università degli Studi di Palermo, della "Fundación de la Cultura Helénica" e del "Φιλολογικός Σίλογος Παρνασός" ("Filoloyikòs Sìloghos Parnasòs") della Grecia. Dall'anno 2002 è presidente onorario della "Sociedad Hispánica de Estudios Neogriegos".

## Riconoscimenti
È stato decorato dal governo greco in due occasioni: la prima nel 1991, sotto il governo di Kōnstantinos Karamanlīs, ha ricevuto la "Croce d'Oro" dell'Ordine d'Onore; la seconda, nel 2007, ha ricevuto l'Ordine della Fenice dal presidente della Grecia Karolos Papoulias.
Il 27 marzo 2012 lo Stato del Cile, da parte del "Consejo Nacional de la Cultura y las Artes" gli ha conferito lo "Orden al Mérito Artístico y Cultural Pablo Neruda" della "Biblioteca Nacional de Chile".

## Opere
Ha pubblicato 253 opere di grecistica e 30 di musicologia; pubblicate in Cile, Argentina, Venezuela, Brasile, Messico, Stati Uniti, Spagna, Francia, Grecia e Cipro.

### Titoli scelti
- Antología de la literatura neohelénica. del siglo X a Kavafis, Caracas, 1986 [Santiago, 1972]
- El tiempo, la muerte y la palabra en la Odisea de Kazantzakis, Santiago, 1975
- La Odisea de Kazantzakis (studio e traduzione), Barcelona, 1975
- L'orgue au Chile Paris, 1978
- Caracas y el instrumento rey, Caracas, 1979
- Poetas griegos del siglo XX, Caracas, 1991 [Caracas, 1981]
- Antología fundamental de Elytis y ensayo introductorio a una poética de la luz, Barcelona, 1981
- El Axion Esti de Odiseas Elytis (studio e traduzione), Caracas, 1981
- Miranda y Grecia, Caracas, 1986
- Las odas griegas de Andreas Kalvos, Santiago, 1988
- Miranda y la senda de Andrés Bello, Caracas, 1996 [Caracas, 1990]
- Kavafis íntegro. Ensayo y traducción de su poesia, Santiago, 2003 [Santiago, 1991]
- Cayetano Carreño, Caracas, Biblioteca Ayacucho, 1993, ISBN 980-276-169-9
- Poesia heroica griega, Santiago, 1994
- Grecia y Francisco de Miranda, Santiago, 2002 [Santiago, 1995]
- Dos Precursores: Miranda y Rigas, Santiago, 1998
- Órganos de Santiago, Santiago, 1998
- Anacreónticas (studio e edizione trilingue ed extratestuale), Santiago, 1999
- Mithistórima, Stratis el marino de Yorgos Seferis (studio e traduzione), Santiago, 2001
- Poetas del dulce país de Chipre, Santiago, 2002
- Constantinopla, la Ciudad Reina, Santiago, 2003
- Un milenio de poesia griega, Santiago, 2004
- La Odisea en la Odisea, Santiago, 2007
- Odisea (traduzione corretta del poema di Kazantzakis), Santiago, Tajamar Ediciones, 2013
- Vida de Kavafis, Santiago, Ediciones UDP, 2014
- Pensando Grecia Pensando América, Santiago, LOM 2015[4]
- Seferis íntegro, Santiago, Ediciones Tajamar, 2016
- La "Odisea" en la "Odisea". Estudios y ensayos soble la "Odisea" de Kazantzakis[5]
- Itaca, punto de llegada y de partida[6]
- Eugenio Vúlgaris y la ilustración griega, Santiago, LOM, 2019